# Helius (Rhampholimnobia) fenestratus
Helius (Rhampholimnobia) fenestratus is een tweevleugelige uit de familie steltmuggen (Limoniidae). De soort komt voor in het Australaziatisch gebied.